# Liste Schweizer Theologen
Alphabetische Liste Schweizer Theologen und Geistlicher

## A
- Johannes Aal (1500–1551), römisch-katholischer Theologe, Komponist und Dramatiker
- Gilberto Agustoni (1922–2017), römisch-katholischer Bischof und Kardinal
- Joseph Ambühl (1873–1936), römisch-katholischer Bischof im Bistum Basel
- Jakob Ammann (1664? – vor 1730), Mennonitenprediger
- Andreas Amrhein (1844–1927), Gründer der Benediktinerkongregation von St. Ottilien
- Antonius Anderledy (1819–1892), General der Jesuiten
- Bartholomäus Anhorn der Ältere (1566–1642), Schweizer evangelisch-reformierter Pfarrer und Historiker
- Bartholomäus Anhorn der Jüngere (1616–1700), Schweizer evangelisch-reformierter Pfarrer und Historiker
- Hieronymus Annoni (1697–1770), evangelisch-reformierter Pfarrer und Kirchenliederdichter
- Johann-Conrad Appenzeller (1775–1850), evangelisch-reformierter Pfarrer und Volksschriftsteller
- Benedictus Aretius (um 1522 – 1574), evangelisch-reformierter Theologe, Botaniker, Pädagoge und Geograph
- Karl Arnold-Obrist (1796–1862), römisch-katholischer Bischof im Bistum Basel
- Hansjörg Auf der Maur (1933–1999), römisch-katholischer Theologe
- Christina Aus der Au (* 1966), evangelisch-reformierte Theologin

## B
- Aurelio Bacciarini (1873–1935), Apostolischer Administrator im nachmaligen Bistum Lugano
- Carl Albrecht Reinhold Baggesen (1793–1873), evangelisch-reformierter Pfarrer am Berner Münster
- Eduard Bähler (1870–1925), evangelisch-reformierter Kirchenhistoriker
- Hans Urs von Balthasar (1905–1988), römisch-katholischer Theologe und Kardinal
- Claudia Bandixen (* 1957), evangelisch-reformierte Pfarrerin und ehemalige Kirchenratspräsidentin der reformierten Landeskirche Aargau
- Christoph Barth (1917–1986), evangelisch-reformiert, CH, Alttestamentler
- Fritz Barth (1856–1912), evangelisch-reformiert, CH, Kirchenhistoriker und Neutestamentler
- Karl Barth (1886–1968), evangelisch-reformiert, CH, Systematischer Theologe
- Marie-Claire Barth-Frommel (1927–2019), evangelisch-reformiert, CH, Alttestamentlerin
- Markus Barth (1915–1994), evangelisch-reformierter Theologe und Theologieprofessor für Neues Testament in Basel
- Georges Bavaud (1923–2007), römisch-katholischer Theologe
- Giovanni Beccaria (Reformator) (1511–1580), Lehrer und Reformator in Locarno, Roveredo, Mesocco, Zürich und Bondo
- Fritz Berger (1868–1950), Gründer des Evangelischen Brüdervereins
- Paul Berger (1920–2004), evangelisch-reformierter Drogenpfarrer
- Giovanni Giulio Gerolamo Berna (1717–1804), römisch-katholischer Priester und Bibliotheksgründer
- Pietro Berno (1552–1583), Jesuit und Missionar
- Carl Albrecht Bernoulli (1868–1937), evangelisch-reformierter Kirchenhistoriker und Schriftsteller
- Elie Bertrand (1713–1797), evangelisch-reformierter Pfarrer und Naturwissenschaftler
- Marius Besson (1876–1945), römisch-katholischer Bischof im Bistum Lausanne-Genf-Freiburg
- Kurt Beutler (* 1960), evangelischer Theologe, Arabist
- Theodor Bibliander (1504/1509–1564), evangelisch-reformierter Theologe und Übersetzer des Korans
- Alois Emanuel Biedermann (1819–1885), evangelisch-reformierter Theologe
- Hans Bietenhard (1916–2008), evangelisch-reformierter Theologe
- Ruth Bietenhard (1920–2015), evangelisch-reformierte Bibelübersetzerin
- Leo Bigger (* 1968), evangelikaler Pastor und Gründer und Leiter International Christian Fellowship
- Albert Bitzius (Sohn) (1835–1882), evangelisch-reformierter Pfarrer und Politiker
- Fritz Blanke (1900–1967), evangelisch-reformierter Kirchenhistoriker
- Jakob Christoph Blarer von Wartensee (1542–1608), Fürstbischof im Bistum Basel
- Niklaus Blauner (1713–1791), evangelisch-reformierter Pfarrer und Professor für Physik und Geographie
- Gerhard Blocher (1934–2016), evangelisch-reformierter Pfarrer
- Sophie Blocher (1935–2002), evangelisch-reformierte Pfarrerin und Gründerin des Obdachlosenhauses „Haus zur Eiche“ in Birsfelden
- Franz Böckle (1921–1991), römisch-katholischer Moraltheologe
- Rudolf Bohren (1920–2010), evangelisch-reformierter Theologe, Professor für Praktische Theologie in Heidelberg
- Ulrich Bolt († nach 1541), evangelisch-reformierter Theologe, zeitweise täuferisch gesinnt
- Ulrich Boner (urkundlich nachgewiesen 1324–1349), Dominikaner und Autor einer Fabelsammlung
- Andreas Boppart (* 1979), evangelikaler Prediger und Leiter Campus für Christus Schweiz
- Thomas Bornhauser (1799–1856), evangelisch-reformierter Pfarrer, Schriftsteller und Politiker
- Ami Bost (1790–1874), Erweckungsprediger des Genfer Réveil
- John Bost (1817–1881), evangelisch-reformierter Pfarrer und Sozialpionier
- Arnold Bovet (1843–1903), freikirchlicher Pfarrer und Pionier des Blauen Kreuzes
- Tobias Brandner (* 1965), evangelisch-reformierter Theologe, Gefängnispfarrer und Theologieprofessor in Hongkong
- Emil Brunner (1889–1966), evangelisch-reformierter Theologe, Professor für Praktische und Systematische Theologie in Zürich
- Fridolin Brunner (1498–1570), evangelischer Pfarrer und Reformator in Glarus und Sarganserland
- Maria Anna Brunner (1655–1697), Äbtissin des Klosters Hermetschwil
- Jürg H. Buchegger (* 1956), evangelisch-reformierter Pfarrer und Hochschullehrer
- Markus Büchel (* 1949), römisch-katholischer Bischof von St. Gallen
- Heinrich Bullinger (1504–1575), evangelisch-reformierter Theologe und Reformator in Zürich
- Fritz Buri (1907–1995), evangelisch-reformierter Theologe
- Burkhard von Fenis (um 1040–1107), Bischof von Basel
- Bernarda Bütler (1848–1924), Missionarin und Ordensgründerin
- Johann Buxtorf der Ältere (1564–1629), Johann Buxtorf der Jüngere (1599–1664), Johann Jakob Buxtorf (1645–1704), Johann Buxtorf (1663–1732) und Johann Rudolf Buxtorf (1747–1831), evangelisch-reformierte Theologen

## C
- Josef Maria Camenzind (1904–1984), römisch-katholischer Priester und Schriftsteller
- Ulrich Campell (1510–1592), evangelisch-reformierter Pfarrer, Reformator und Bibelübersetzer
- Emidio Campi (* 1943), evangelisch-reformierter Pfarrer und Kirchenhistoriker
- François Charrière (1893–1976), römisch-katholischer Bischof im Bistum Lausanne-Genf-Freiburg
- Giancarlo Collet (* 1945), römisch-katholischer Missionswissenschaftler
- Eugenio Corecco (1931–1995), römisch-katholischer Bischof im Bistum Lugano
- Georges Cottier (1922–2016), Dominikaner und Kardinal

## D
- Rudolf Dellsperger (* 1943), evangelisch-reformierter Kirchenhistoriker
- Walter Dietrich (* 1944), evangelisch-reformierter Alttestamentler
- Giovanni Diodati (1576–1649), evangelisch-reformierter Theologe und Bibelübersetzer
- Peter Dschulnigg (1943–2011), römisch-katholischer Theologe, Neutestamentler

## E
- Ekkehard I. (St. Gallen) (910–973), Mönch und Dekan des Klosters St. Gallen
- Ekkehard II. (St. Gallen) († 990), Mönch und Sequenzendichter
- Elisabeth von Wetzikon (1235–1298), Fürstäbtissin des Fraumünsterklosters in Zürich
- Thomas Erastus (1524–1583), evangelischer Theologe
- Balthasar Estermann (1827–1868), römisch-katholischer Priester und Gründer einer religiösen Frauengemeinschaft, aus der das Kloster Melchtal entstand
- Friedrich Eymann (1887–1954), evangelisch-reformierter Theologe und Anthroposoph

## F
- Gottfried Fankhauser (1870–1962), Sonntagsschulpädagoge, Schriftsteller und Präsident der Evangelischen Gesellschaft des Kantons Bern
- Guillaume Farel (1489–1565), Reformator
- Heinrich Federer (1866–1928), römisch-katholischer Priester und Schriftsteller
- Friedrich Fiala (1817–1888), römisch-katholischer Bischof im Bistum Basel
- Nicolas Fiva (1609–1640), Jesuit, Mathematiker und Missionar in China
- Théophile-Rémy Frêne (1727–1804), evangelisch-reformierter Pfarrer und Gelehrter
- Emanuel Friedli (1846–1939), evangelisch-reformierter Pfarrer und Erforscher des Berndeutschen
- Abraham Emanuel Fröhlich (1796–1865), evangelisch-reformierter Theologe und Schriftsteller
- Samuel Heinrich Fröhlich (1803–1857), Begründer der Neutäufer
- Alois Fuchs (1794–1855), römisch-katholischer Priester und Stiftsbibliothekar in St. Gallen
- Johann Heinrich Füssli (1741–1825), Maler und Publizist, ursprünglich evangelisch-reformierter Pfarrer

## G
- Lucius Gabriel (1597–1663), evangelisch-reformierter Pfarrer und Bibelübersetzer ins Surselvische
- Stefan Gabriel (1570–1638), evangelisch-reformierter Pfarrer und Begründer des surselvischen Idioms
- Philipp Gallicius (1504–1566), evangelisch-reformierter Pfarrer, Reformator und Kirchenlieddichter
- Léon Gauthier (1912–2003), christkatholischer Bischof in Bern
- Jonas de Gélieu (1740–1827), evangelisch-reformierter Pfarrer und Bienenzüchter
- Hans Gerny (1937–2021), christkatholischer Bischof von Bern
- Jean Baptiste Girard (1765–1850), Franziskaner (OFM) und Pädagoge
- Konrad Josef Glutz von Blotzheim (1789–1857), römisch-katholischer Geistlicher
- Felix Gmür (* 1966), Bischof von Basel
- Samuel Gobat (1799–1879), evangelischer Bischof von Jerusalem
- Frédéric Godet (1812–1900), evangelisch-reformierter Theologe
- Jeremias Gotthelf (1797–1854), evangelisch-reformierter Pfarrer und Schriftsteller
- Amédée Grab (1930–2019), römisch-katholischer Bischof von Chur
- Konrad Grebel (um 1498–1526), Täufer
- Karl von Greyerz (1870–1949), evangelisch-reformierter Pfarrer, religiöser Sozialist und Kirchenliederdichter
- Johann Rudolf Gruner (1680–1761), evangelisch-reformierter Dekan, Sammler und Chronist
- Eduard Güder (1817–1882), evangelisch-reformierter Theologe
- Kurt Guggisberg (1907–1972), evangelisch-reformierter Kirchenhistoriker
- Alois Gügler (1782–1827), römisch-katholischer Priester und Theologe
- Benno Gut (1897–1970), Benediktiner und Kardinal

## H
- Leonhard Haas (1833–1906), römisch-katholischer Bischof im Bistum Basel
- Wolfgang Haas (* 1948), römisch-katholischer Theologe, Priester und Bischof in Chur und Vaduz (FL)
- Wilhelm Hadorn (1869–1929), evangelisch-reformierter Neutestamentler und Kirchengeschichtler
- Berchtold Haller (1492–1536), Berner Reformator
- Anton Hänggi (1917–1994), römisch-katholischer Bischof im Bistum Basel
- Thomas Härry (* 1965), evangelischer Theologe und Buchautor
- Hans Haslibacher (1500–1571), Märtyrer der Täufer
- Gottfried Heer (1843–1921), evangelisch-reformierter Pfarrer, Glarner Ständerat und Lokalhistoriker
- Johann Ulrich Heiniger (1808–1892), Stadtmissionar in Bern
- Peter Henrici (1928–2023), römisch-katholischer Theologe, Weihbischof des Bistums Chur, Jesuit
- Sabine Herold (* 1973), evangelisch-reformierte Pfarrerin und Autorin
- Eduard Herzog (1841–1924), christkatholischer Bischof
- Johann Jakob Hess (1741–1828), Antistes in Zürich
- Felix Hess (1742–1768), evangelisch-reformierter Theologe
- Johann Heinrich Heidegger (1633–1698), evangelisch-reformierter Theologe
- Heinrich von Thun († 1238), mittelalterlicher Bischof von Basel
- Bernhard Hirzel (1807–1847), evangelisch-reformierter Theologe und Orientalist, konservativer Revolutionär beim Züriputsch
- Sebastian Hofmeister (1476–1533), Bahnbrecher der Reformation in Schaffhausen
- Walter J. Hollenweger (1927–2016), evangelisch-reformierter Theologe und Professor für interkulturelle Theologie und Missionswissenschaft in Birmingham
- Karl Howald (1796–1869), evangelisch-reformierter Pfarrer und Chronist
- Marie Huber (1695–1753), evangelisch-reformierte Übersetzerin, Herausgeberin und Verfasserin theologischer Werke
- Samuel Huber (1547–1624), evangelisch-reformierter, später lutherischer Theologe
- Franz Joseph Hugi (1791–1855), römisch-katholischer Priester, Geologe und Alpenforscher
- Vitus Huonder (1942–2024), römisch-katholischer Bischof von Chur

## I
- Josef Imbach (* 1945), Franziskaner und Theologe
- Al Imfeld (1935–2017), katholischer Theologe, Publizist und Schriftsteller
- Albert Immer (1804–1884), evangelisch-reformierter Neutestamentler

## J
- Angelo Jelmini (1893–1968), Apostolischer Administrator im nachmaligen Bistum Lugano
- Charles Journet (1891–1975), römisch-katholischer Erzbischof und Kardinal
- Leo Jud (1482–1542), Leutpriester, Pfarrer, Bibelübersetzer und Reformator von Zürich, CH/F

## K
- Leo Karrer (1937–2021), römisch-katholischer Theologieprofessor
- Martin Alfred Klopfenstein (1931–2016), evangelisch-reformierter Theologe und Professor für Altes Testament
- Ulrich Knellwolf (* 1942), evangelisch-reformierter Pfarrer und Kriminalschriftsteller
- Kurt Koch (* 1950), römisch-katholischer Theologe, Priester, Bischof im Bistum Basel und Kardinal für die Oekumene in Rom
- Samuel König (1671–1750), evangelisch-reformierter Theologe und Pietist
- Joseph Vital Kopp (1906–1966), römisch-katholischer Priester und Schriftsteller
- Gottlieb Jakob Kuhn (1775–1849), evangelisch-reformierter Theologe und Liederdichter
- Samuel R. Külling (1924–2003), evangelisch-reformierter Pfarrer, Gründer und Leiter der Staatsunabhängigen Theologischen Hochschule in Riehen BS
- Hans Küng (1928–2021), römisch-katholischer Theologe und Professor in Tübingen
- Ralph Kunz (* 1964), evangelisch-reformierter Theologe und Professor für praktische Theologie
- Johann Künzle (1857–1945), römisch-katholischer Pfarrer, Publizist und Wegbereiter der modernen Phytotherapie
- Adolf Küry (1870–1956), christ-katholischer Bischof von Bern
- Urs Küry (1901–1976), christ-katholischer Bischof von Bern
- Hermann Kutter (1863–1931), evangelisch-reformierter Theologe

## L
- Eugène Lachat (1819–1886), abgesetzter Bischof im Bistum Basel und Apostolischer Administrator im nachmaligen Bistum Lugano
- Paul Lachat (1910–1984), römisch-katholischer Theologe und Lokalhistoriker
- Heinrich Lang (1826–1876), evangelisch-reformierter Pfarrer und Theologe, führender Vertreter des theologischen Liberalismus, Zürich
- Ernst Friedrich Langhans (1829–1880), evangelisch-reformierter Theologe
- Heinrich Laufenberg (nach 1390–1460), Theologe, Dichter und Musiker
- Johann Caspar Lavater (1741–1801), evangelisch-reformierter Pfarrer, Philosoph und Schriftsteller
- Ludwig Lavater (1527–1586), evangelisch-reformierter Archidiakon am Grossmünster in Zürich und Antistes der Zürcher Kirche
- Käthi La Roche (* 1948), evangelisch-reformierte Pfarrerin am Grossmünster
- Valerio Lazzeri (* 1963), römisch-katholischer Bischof von Lugano
- Jean Leclerc (1657–1736), evangelisch-reformierter Theologe und Philologe
- Roger Liebi (* 1958), evangelikaler Bibelwissenschaftler
- Gottfried Wilhelm Locher (1911–1996), evangelisch-reformierter Theologe
- Gottfried W. Locher (* 1966), evangelisch-reformierter Theologe und Präsident des Schweizerischen Evangelischen Kirchenbunds
- Jean-Marie Lovey (* 1950), römisch-katholischer Bischof von Sitten
- Walter Lüthi (1901–1982), evangelisch-reformierter Pfarrer am Berner Münster
- Alois Lütolf (1824–1879), römisch-katholischer Pfarrer und Kirchenhistoriker
- Samuel Lutz (1674–1750), evangelisch-reformierter Pfarrer und Pietist
- Samuel Lutz (1785–1844), evangelisch-reformierter Geistlicher, Theologe und Hochschullehrer in Bern
- Ulrich Luz (1938–2019), evangelisch-reformierter Neutestamentler in Bern

## M
- Robert Mäder (1875–1945), römisch-katholischer Priester
- César Malan (1787–1864), Erweckungsprediger und Kirchenliederdichter
- Felix Manz (um 1498–1527), Täufer
- Kurt Marti (1921–2017), evangelisch-reformierter Pfarrer und Schriftsteller
- Kaspar Megander (1495–1545), evangelisch-reformierter Theologe
- Gaspard Mermillod (1824–1892), römisch-katholischer Bischof von Lausanne und Genf, Kardinal
- Adolphe Monod (1802–1856), Erweckungsprediger
- Charles-Ferdinand Morel (1772–1848), evangelisch-reformierter Pfarrer und Politiker
- Charles Morerod (* 1961), Bischof von Freiburg, Lausanne und Genf
- Josef Müller (1870–1929), römisch-katholischer Spitalpfarrer und Sammler von Sagen aus Uri
- Oswald Myconius (1488–1552), evangelisch-reformierter Theologe

## N
- Ulrich Neuenschwander (1922–1977), evangelisch-reformierter Theologe
- Walter Nigg (1903–1988), evangelisch-reformierter Theologe und Schriftsteller
- Niklaus von Flüe (Bruder Klaus, 1417–1487), Einsiedler

## O
- Johannes Oekolampad (1482–1531), Reformator Basels
- Peter Opitz (* 1957), evangelisch-reformierter Kirchenhistoriker
- Jean Frédéric Ostervald (1663–1747), evangelisch-reformierter Bibelübersetzer
- Otmar von St. Gallen († 759), Gründer und erster Abt des Benediktinerklosters St. Gallen

## P
- Alfredo Peri-Morosini (1862–1931), Apostolischer Administrator im nachmaligen Bistum Lugano
- Oskar Pfister (1873–1956), evangelisch-reformierter Pfarrer und Psychologe

## Q
- Alfred de Quervain (1896–1968), evangelisch-reformierter Ethiker

## R
- Carl Heinrich Rappard (1837–1909), evangelisch-pietistischer Missionar
- Dora Rappard (1842–1923), Missionarsfrau und Liederdichterin
- Ruedi Reich (1945–2012), evangelisch-reformierter Pfarrer und ehemaliger Kirchenratspräsident der Ev.-ref. Landeskirche des Kantons Zürich
- Hans Reist (Ende 17. Jh.), Mennonitenprediger
- Karl von Rodt (1805–1861), Gründer der Freien Evangelischen Gemeinde in Bern
- Paul Bernhard Rothen (* 1955), evangelisch-reformierter Pfarrer
- Johann Rudolf Rudolf (1646–1718), evangelisch-reformierter Theologe
- Louis Ruffet (1836–1923), evangelisch-reformierter Kirchenhistoriker
- Peter Joseph Ruppen (1815–1896), römisch-katholischer Domherr und Chronist des Wallis
- Nicolò Rusca (1563–1618), römisch-katholischer Erzpriester und Märtyrer der religiösen Wirren im Veltlin

## S
- Joseph Anton Salzmann (1780–1854), römisch-katholischer Bischof im Bistum Basel
- Klaus Schädelin (1918–1987), evangelisch-reformierter Pfarrer und Verfasser des Jugendbuchs Mein Name ist Eugen
- Karl Schenk (1823–1895), evangelisch-reformierter Pfarrer und Bundesrat
- Alfred Schindler (1934–2012), evangelisch-reformierter Kirchenhistoriker
- Matthäus Schiner (1465–1522), Bischof von Sitten, Kardinal
- Franz Eugen Schlachter (1859–1911), evangelischer Prediger, Schriftsteller und Bibelübersetzer
- Thomas Schlag (* 1965), evangelischer Theologe und Professor für Religionspädagogik an der Universität Zürich
- Adolf Schlatter (1852–1938), evangelischer Theologe
- Georg Schmid (* 1940), evangelisch-reformierter Religionswissenschaftler und Sektenkenner
- Georg Otto Schmid (* 1966), evangelisch-reformierter Theologe und Religionswissenschaftler
- Roger Schutz (1915–2005), evangelisch-reformierter Theologe und Gründer der ökumenischen Communauté de Taizé
- Eduard Schweingruber (1899–1975), evangelisch-reformierter Pfarrer und Buchautor
- Alexander Schweizer (1808–1888), evangelisch-reformierter Pfarrer und Professor für Praktische Theologie
- Eduard Schweizer (1913–2006), evangelisch-reformierter Neutestamentler in Basel
- Henri Schwery (1932–2021), römisch-katholischer Bischof von Sitten, Kardinal
- Louis Segond (1810–1885), evangelisch-reformierter Bibelübersetzer
- Jean Senebier (1742–1809), evangelisch-reformierter Pfarrer, Naturforscher und Bibliograph
- Heinrich Seuse (1295–1366), mittelalterlicher Mystiker
- Klaus Dieter Seybold (1936–2011), evangelischer Pfarrer und Professor für Altes Testament in Basel
- Ernst Sieber (1927–2018), evangelisch-reformierter Pfarrer, Gründer und Leiter eines Sozialwerks
- Armin Sierszyn (* 1942), evangelisch-reformierter Pfarrer und evangelikaler Kirchenhistoriker an der Staatsunabhängigen Theologischen Hochschule in Riehen BS
- Josias Simler (1530–1576), evangelisch-reformierter Theologe und Landeskundler
- Carl Spitteler (1845–1924), Dichter und Schriftsteller, ursprünglich evangelisch-reformierter Pfarrer
- Jakob Sprenger (1435–1495), Inquisitor und angeblicher Koautor des Hexenhammers
- Elsbeth Stagel († um 1360), Priorin des Dominikanerinnenklosters Töss
- Kurt Stalder (1912–1996), christ-katholischer Theologe
- Jakob Stammler (1840–1925), römisch-katholischer Bischof im Bistum Basel
- Philipp Albert Stapfer (1766–1840), Politiker, Diplomat und evangelisch-reformierter Theologe
- Edmund von Steiger (1836–1908), evangelisch-reformierter Pfarrer und Kantonspolitiker
- Karl Stettler-von Rodt (1802–1870), langjähriger Vorsitzender der Evangelischen Gesellschaft in Bern
- Fritz Stolz (1942–2001), evangelisch-reformierter Theologe und Religionswissenschaftler
- Gottfried Strasser (1854–1912), evangelisch-reformierter Pfarrer und Dichter
- Patrick Streiff (* 1955), Bischof der evangelisch-methodistischen Kirche von Mittel- und Südeuropa
- Franziskus von Streng (1884–1970), römisch-katholischer Bischof im Bistum Basel
- Samuel Studer (1757–1834), evangelisch-reformierter Pfarrer und Theologieprofessor in Bern
- Pierre Stutz (* 1953), römisch-katholischer Theologe und Autor
- Simon Sulzer (1508–1585), evangelisch-reformierter Theologe

## T
- Richard Thalmann (1915–2002), katholischer Theologe Bistum St. Gallen
- Max Thurian (1921–1996), vom evangelisch-reformierten zum römisch-katholischen konvertierten Theologen und Mitbegründer der Communauté de Taizé
- Eduard Thurneysen (1888–1974), evangelisch-reformierter Pfarrer und Professor für Praktische Theologie in Basel
- Georg Christoph Tobler (1757–1812), Pfarrer, Schriftsteller und Übersetzer, Freund Goethes, Herders und von Knebels
- Maurice Tornay (1910–1949), Augustiner-Chorherr im Tibet, seliggesprochen als Märtyrer
- Hans Rudolf Tschudi (1641–1716), evangelisch-reformierter Pfarrer in Wartau, Kanton St. Gallen
- Valentin Tschudi (1499–1555), evangelischer Pfarrer, Reformator und Chronist in Glarus
- Bénédict Turrettini (1588–1631), François Turrettini (1623–1687) und Jean-Alphonse Turrettini (1671–1737), evangelisch-reformierte Theologen

## U
- Johann Caspar Ulrich (1705–1768), evangelisch-reformierter Theologe
- Anton Unternährer (1759–1824), Schreiner und Sektengründer
- Leonhard Usteri (1799–1833), evangelisch-reformierter Theologe und Rektor des Gymnasiums Zürich

## V
- Vadianus (Joachim von Watt) (1484–1551), Reformator der Stadt St. Gallen
- Auguste Veillon (1834–1890), Maler mit abgeschlossenem Studium der evangelisch-reformierten Theologie
- Jakob Vetsch (* 1954), evangelisch-reformierter Pfarrer und Buchautor
- Alexandre Vinet (1797–1847), evangelisch-reformierter Theologe und Literaturgeschichtler
- Pierre Viret (1511–1571), Reformator von Lausanne
- Lukas Vischer (1926–2008), evangelisch-reformierter Theologe und Ökumeniker
- Hansjörg Vogel (* 1951), zurückgetretener römisch-katholischer Pfarrer und Bischof im Bistum Basel
- Johannes Vonderach (1916–1994), römisch-katholischer Bischof im Bistum Chur

## W
- Silja Walter (1919–2011), Benediktinerin und Dichterin
- Anna von Wattenwyl (1841–1927), Pionierin der Heilsarmee
- Beat Weber (* 1955), evangelisch-reformierter Pfarrer und Alttestamentler
- Samuel Werenfels (1657–1740), evangelisch-reformierter Theologe
- Martin Werner (1887–1964), evangelisch-reformierter Theologe
- Johann Jakob Wick (1522–1588), evangelischer Pfarrer und Chronist
- Peter Wick (* 1965), evangelisch-reformierter Neutestamentler
- Joseph Victor Widmann (1842–1911), Schriftsteller und Journalist, ursprünglich evangelisch-reformierter Pfarrer
- William Wolfensberger (1889–1918), evangelisch-reformierter Pfarrer und Schriftsteller
- Otto Wüst (1926–2002), römisch-katholischer Bischof im Bistum Basel
- Johann David Wyss (1743–1818), evangelisch-reformierter Pfarrer am Berner Münster und Verfasser des Buches Der Schweizerische Robinson
- Thomas Wyttenbach (um 1472–1526), Reformator der Stadt Biel

## Z
- Walther Theodor Zimmerli (1907–1983), evangelisch-reformierter Alttestamentler
- Georg Joachim Zollikofer (1730–1788), evangelisch-reformierter Pfarrer, Theologe und Kirchenliederdichter
- Theodor Zwinger der Jüngere (1597–1654), evangelisch-reformierter Theologe
- Huldrych Zwingli (1484–1531), Reformator Zürichs
- Alberich Zwyssig (1808–1854), Zisterzienser und Komponist des Schweizerpsalms

### Bischofslisten
- Liste der Bischöfe von Basel
- Liste der Bischöfe von Chur
- Liste der Bischöfe von St. Gallen
- Liste der Bischöfe von Genf
- Liste der Bischöfe von Lausanne
- Liste der Bischöfe von Sitten

### Theologenlisten
- Liste Bündner Theologen
- Liste von Theologen
- Liste deutschsprachiger christlicher Theologen

### Sonstiges
- Reformierte Kirchen Bern-Jura-Solothurn (mit Liste prominenter Pfarrer)